# Davy Crockett
 For alternative betydninger, se Davy Crockett (flertydig). (Se også artikler, som begynder med Davy Crockett)
David Stern Crockett (født 17. august 1786, død 6. marts 1836), populært kaldet Davy Crockett, var en amerikansk soldat, pioner, pelsjæger og politiker.

## Crocketts familie
Crockett familien nedstammede fra franske huguenotter, der omkring 1672 flygtede fra Frankrig til Irland under katolikkernes forfølgelse. Familien, hvis stamfader var Antoine Dessassure Peronett de Crocketagne, oprindeligt næstkommanderende i Ludvig d. 14.'s livvagt, tog i Irland navneforandring til Crockett. Fra Irland udvandrede slægten til USA.
De første medlemmer af slægten, der udvandrede (blandt andre Antoines søn Josph Louis, der kom til USA omkring 1708), slog sig ned i Virginia, men familiens medlemmer flyttede en del rundt blandt andet til Pennsylvania, Maryland og North Carolina, og i 1786 boede John Crockett og hans hustru Rebecca Hawkins ved bredden af Nolichucky River i det, der i dag er Greene County, Tennessee. Her blev familiens femte søn, David Stern Crockett født den 17. august 1786. David havde fire ældre brødre og en ældre søster. Senere fik familien yderligere fire børn (nogle kilder, blandt andre nogle genealogier, angiver, at Crockett var den ene del af et tvillingepar, hvor den anden skulle være søsteren Elizabeth, men der er en del kilder, der hverken kender til en tvillingesøster eller en ældre søster, Sarah, og som bare går ud fra, at Crockett som femte søn, også var femte barn).

## Barndom
Crocketts far var ikke heldig med sine forretninger: en mølle blev skyllet væk af en oversvømmelse, en kro gik ikke så godt, og faderen kom i gæld til sine naboer. I 1798 indgik han en aftale med en kvægdriver om, at den 12-årige Crockett skulle hjælpe med at drive en flok kvæg over Appalacherne til Virginia. Betalingen gik til familien. Kvægdriveren satte åbenbart pris på arbejdskraften, for da kontrakten udløb, ville han holde ham tilbage med magt, men David stak af og med hjælp fra nogle rejsende, som han mødte, kunne han vende tilbage til sit hjem. Han kom hjem i begyndelsen af 1799. Her blev han sat i skole, men det varede kun i fire dage, så stak han af, både fra skolen (på grund af et slagsmål) og hjemmet (på grund af sin frygt for straf). Han vendte først tilbage 1½ år senere. I den tid havde han arbejdet som kvægdriver, landarbejder og efter krøniken også som hattemagerlærling. Han ville også at stikke til søs, men det blev ikke til noget. Da han kom tilbage, arbejdede han hos lokale farmere, for at afbetale gæld, som hans far havde stiftet.
Allerede som ung gik Crockett meget på jagt i Tennessees skove, og han blev kendt som en fremragende skytte. Han vandt flere skydekonkurrencer, og ved et bal i forbindelse med en af dem mødte han sin senere hustru, Mary (Polly) Finley, som han blev gift med i 1806. De boede i nærheden af Crocketts forældre i nogle år og fik to sønner, John og William. Da faderen døde, flyttede David og Polly Crockett længere vest på, og Rebecca Hawkins Crockett flyttede med. I 1812 fik de yderligere et barn, datteren Margaret.
Davy var hele sit liv kendt som en stor jæger; ifølge hans selvbiografi, som muligvis er noget overdrevet, skød han på et enkelt år mere end 100 bjørne.

## Soldat
I 1813 meldte David Crockett sig til 90 dages tjeneste i Tennessees frivillige milits, hvor han deltog i krigen mod Creek-indianerne. Da oberst Andrew Jackson ville forhindre de frivillige i at rejse hjem efter de 90 dage, var David én af de, der protesterede, og han vendte selv hjem efter de 90 dage. I september 1814 meldte han sig igen til 90 dages frivillig tjeneste. Denne gang blev han udnævnt til sergent og gjorde tjeneste som spejder under et felttog mod seminole-indianerne i Florida. Kort tid efter at Crockett vendte hjem, døde Polly Crockett. Crockett ønskede ikke, at hans børn skulle vokse op moderløse, og få måneder efter giftede han sig med en enke, Elizabeth Patton, der havde to børn fra sit første ægteskab. Sammen fik Crockett og Elizabeth yderligere tre børn, Rebecca, Robert og Matilda. 
I maj 1815 blev Crockett valgt som løjtnant i 32. militsregiment i Franklin County, Tennessee. Senere flyttede familien videre til Lawrence County, hvor David blev fredsdommer i 1817 og senere byrådsmedlem i Lawrenceburg. I 1818 blev han valgt som oberst i det 57. militsregiment i Lawrence County. Selv om han altså aldrig gjorde tjeneste i den regulære hær, beholdt han titlen og var kendt som "Oberst Crockett" resten af livet. Da hans hjem i Lawrence County blev ødelagt, flyttede han længere vest på til det, der nu er Gibson County i det vestligste Tennessee. I dag findes der et Davy Crockett museum i byen Rutherford i Gibson County. Her ligger Davids mor begravet.

## Politiker
I 1821 blev han valgt til Tennessees lovgivende forsamling. Denne post blev han genvalgt til i 1823 . I 1826 blev han valgt til USA’s kongres (Repræsentanternes Hus). Her sad han fra 1827 til 1829 og igen 1829 til 1831. Han tabte valget i 1830, men blev valgt igen i 1832 og sad endnu en periode fra 1833 til 1835. David Crockett er fra sin tid som kongresmedlem kendt for en række markante udtalelser, blandt andet hans "Not yours to give" tale, hvor han argumenterer for, at kongressen ikke kan bevilge brugen af skattekroner til ting, som pengene ikke er beregnet til – heller ikke selv om det er et godt formål. I dette tilfælde erstatning til en kvinde, der har mistet sin mand. I stedet opfordrer han kongresmedlemmerne til at samle ind til enken.
Crockett stillede op for Demokraterne, samme parti som Andrew Jackson, men efter at denne blev valgt som præsident i 1828, blev David Crockett uenig med ham på en række punkter, blandt andet om lovgivning om salg af jord til nybyggere i Tennessee. Her var Crockett en indædt modstander af Jacksons forslag om, at jorden kun kunne sælges mod kontant betaling. Crockett mente at det ville favorisere de velstående. 
Uenigheden var ikke mindre i forbindelse med Jacksons ”Indian Removal Act, hvor Crockett sammen med blandt andre Daniel Webster var en af forslagets mest indædte modstandere, og han løsrev sig derfor fra Jacksons politik. Da Crockett blev spurgt om, hvordan han på den måde kunne ændre holdning, udtalte han "Selvom den store mand, der leder vores nation, har skiftet kurs, fastholder jeg min. Jeg vil hellere være politisk død end hyklerisk udødeliggjort… Jeg insisterer på, at jeg fortsat er ”Jackson-mand, men det er General Jackson ikke; han er blevet en van Buren mand." (Martin van Buren var Jacksons vicepræsident og blev præsident efter Jackson.)

Da Whig-partiet blev dannet i 1833 tilsluttede han sig det, som foruden Webster også talte John Quincy Adams- Jacksons forgænger som præsident, William Henry Harisson – der senere skulle blive USA’s 9. præsident og Abraham Lincoln – der skulle blive USA's 16. præsident 27 år senere i 1860, hvor han dog repræsenterede Republikanerne. I 1834 og 1835 prøvede Whig-partiet, muligvis på skrømt, at lancere Crockett som præsidentkandidat. Andrew Jackson støttede imidlertid Crocketts modkandidat i Tennessee, og det endte med, at Crockett ikke blev indvalgt i kongressen. 
Det fik Crockett til at forlade politik med ordene ”Since you have chosen to elect a man with a timber toe to succeed me, you may all go to Hell, and I will go to Texas.” 
Crockett sluttede sig til de frivillige i Texas. Her faldt han under Slaget ved Alamo, mest sandsynligt den 6. marts 1836. Den sidste tekst i hans log-bog er skrevet den 5. marts. 
Crocketts motto var "Make sure you are right, then go ahead", og det prøvede han altid selv at leve op til.

## Bøger om og af Davy Crockett
Allerede inden Crocketts død, udkom der bøger om ham.
I 1833 udkom bogen bogen "Sketches and Eccentricities of Colonel David Crockett of West Tennessee". Bogen udkom i Crocketts navn, men var skrevet af Matthew St. Clair Clarke og var en klar nedgørelse af Crockett.
"A Narrative of the Life of David Crockett of the State of Tennessee as told by Himself". Davy Crockett lærte aldrig at skrive særligt godt (hans samlede skolegang bestod af fire ugentlige undervisningsdage i halvt år, da han var omkring 14-15 år gammel), og bogen her er da også skrevet sammen med en Thomas Chilton, men man mener i dag, at bogens indhold er forfattet af Crockett selv. Bogen udkom i 1834 og var sandsynligvis et indlæg i Crocketts valgkampagne. Den blev udgivet for at imødegå de påstande, der var fremsat i "Sketches and Eccentricities”" Bogen er temmelig selvforherligende og ret morsom.
"An Account of Colonel Crockett’s Tour to the North and Down East" blev udsendt af Whig partiet i 1835, som et led i partiets “markedsføring” af Crockett som præsidentkandiat. Bogen fortæller om nogle rejser som Crockett foretog og er fortalt i jeg-form, men Crockett har formodentlig ikke haft meget med bogen at gøre.
"Colonel Crockett’s Exploits and Adventures in Texas…Written by Himself" er skrevet af Richard Penn Smith efter Crocketts død. Det meste af bogen er formodentlig opdigtet, men beskrivelsen af Crocketts endeligt ved Alamo menes at være virkelighedsnært.
Alle tre bøger findes i dag samlet i et enkelt bind, "Davy Crockett's own story as written by himself : the autobiography of America's great folk hero", med Davy Crockett anført som forfatter til alle tre dele.
Der udkom også andre bøger i Crocketts navn, fx "The Life of Martin van Buren", der også blev udsendt af Whig partiet i 1835. Den var et smædeskrift mod den siddende vicepræsident præsidentkandidat for demokraterne, og heller ikke den bog har Crockett formodentlig haft megen personlig indflydelse på. 
I årene fra 1835 til 1856 udkom et antal "almanakker" i Crocketts navn. Disse indeholdt nogle helt vanvittige oplevelser, som Crockett skulle have haft, og selv om disse almanakker var fuldstændigt opdigtede, var de med til at cementere myten om ham.
Siden er der kommet adskilligt flere biografiske bøger om Davy Crockett. Efter et nyligt fund af en dagbog af en soldat, der deltog i slaget ved Alamo på mexicansk side, er der kommet en del bøger, der stiller spørgsmålstegn ved, om Crockett i virkeligheden døde så heltemodigt, som legenderne fortæller. 

## Crockett på dansk
I halvtredserne skrev den danske forfatter Karen Brunés en drengebogsserie om Davy Crockett under pseudonymet Tom Hill.

## Crockett på film
Uden for USA blev Crockett især kendt, da Disney studierne producerede en TV-film om ham i 1954 ("Davy Crockett, Indian fighter" med Fess Parker i hovedrollen). Det var i den, at den hue af vaskebjørnsskind, som Davy Crockett i dag er kendt for, blev "opfundet". Ingen af de samtidige beskrivelser fortæller om denne hovedbeklædning, og ingen af de billeder af Crockett, der findes i dag, viser ham andet end barhovedet. På maleriet ovenfor, er han vist med en hat i hånden, men ikke med den karakteristiske vaskebjørnshue. 
I 1955 kom yderligere to film, "Crockett Goes to Washington" og "Davy Crockett at the Alamo". Senere blev de tre film klippet sammen til én: "Davy Crockett, King of the Wild Frontier".
Fra disse film stammer sangen "Ballad of Davy Crockett", også kendt som "Born on a Mountain Top". Sangen var med Bill Hayes som opnåede en førsteplads på hitlisterne, men sangen blev også et stort hit med Tennessee Ernie Ford. På dansk kom sangen til at hedde "Præriens bedste mand" og blev et hit med Preben Uglebjerg. 
Sangens første vers lyder i originalversionen:
Born on a mountain top in Tennessee

The greenest state in the land of the free

Raised in the woods so's he knew ev'ry tree

Kilt him a b'ar when he was only three

Davy, Davy Crockett, king of the wild frontier
Sangen er fyldt med en hel del faktuelle fejl. Bare i den første linje, er der to! Det fremgår nemlig, at Davy Crockett er født på en bjergtop, og enhver der besøger Davy Crockett Birthplace State Park nær Greeneville, Tennessee kan forvisse sig om, at det ikke er tilfældet. Desuden fremgår det, at Crockett var født i Tennessee, men det er heller ikke korrekt. Tennessee først optaget som USA's 16. stat den 1. juni 1796, 10 år efter at Crockett blev født. Indtil da var området kendt som Southwest Territory og det ”tilhørte” North Carolina. Og i 1786 var det faktisk ikke engang tilfældet, da området havde løsrevet sig fra North Carolina og dannet sin egen stat, State of Franklin, som under dette navn søgte optagelse i USA som en selvsændig stat. Staten blev imidlertid aldrig anerkendt af USA’s kongres.
I øvrigt kaldte Crockett sig aldrig selv Davy, men brugte sit navn, David. "Kælenavnet" er først kommet til i forbindelse med de ovennævnte almanakker.
Davy Crockett er blevet levendegjort på film i mange andre tilfælde, blandt andet af John Wayne, Johnny Cash, David Zucker og senest af Billy Bob Thornton i filmen "The Alamo" fra 2003.